# 市民交流プラザふくちやま

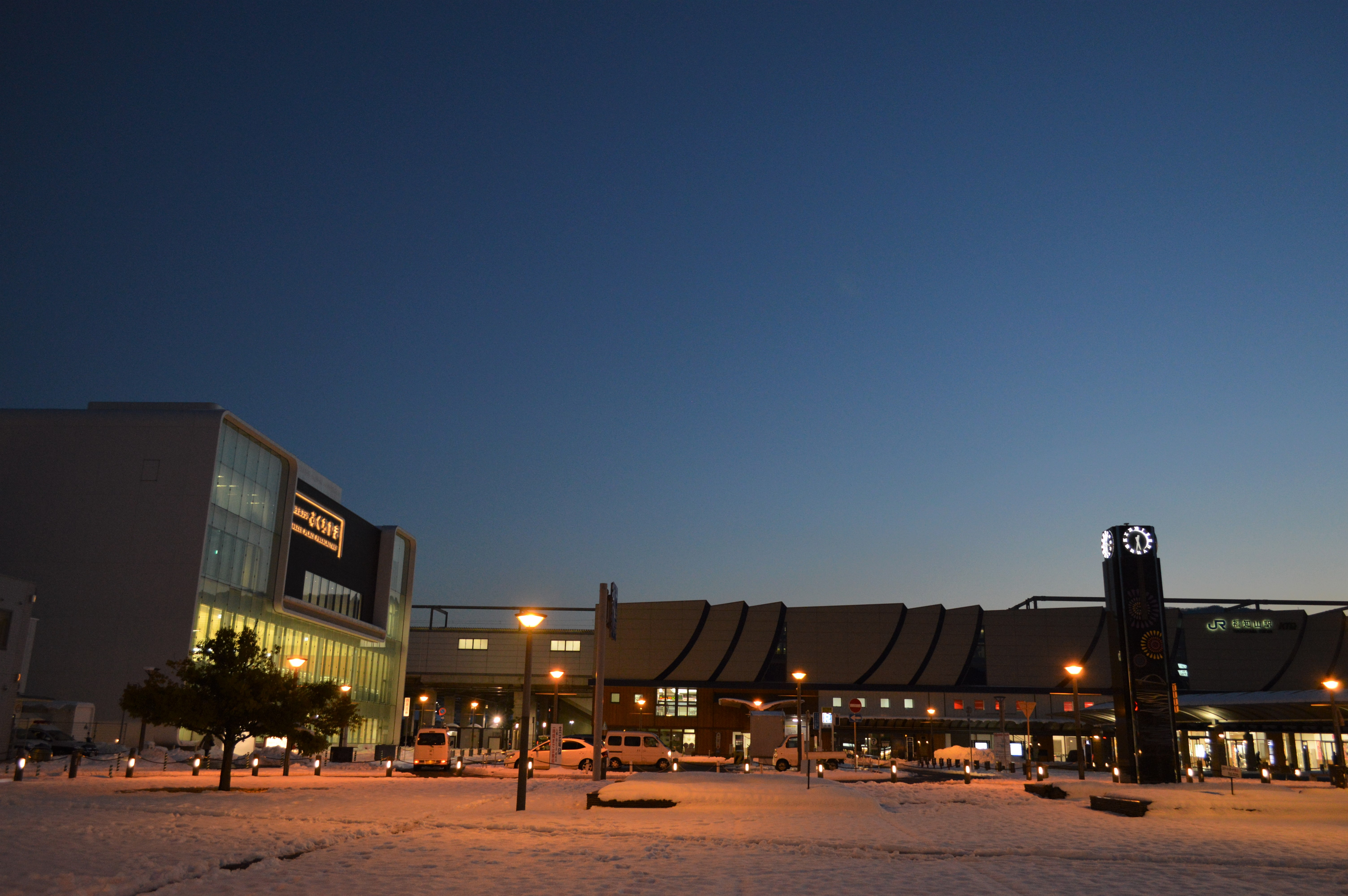
夜間の市民交流プラザふくちやま（左）と福知山駅北口

市民交流プラザふくちやま（しみんこうりゅうプラザふくちやま）は、京都府福知山市駅前町400番地にある複合公共施設（文化施設）。愛称は「ききょう」。
福知山市立図書館中央館や福知山市中央公民館などが入り、図書館機能や生涯学習機能を有している。JR・京都丹後鉄道福知山駅周辺の土地区画整理事業のひとつとして建設された。建物の設計者は安井建築設計事務所。監理は綜企画設計。

## 沿革
- 2014年（平成26年）3月 - 竣工[1]。
- 2014年（平成26年）4月21日 - プレオープン[3]。
- 2014年（平成26年）6月21日 - グランドオープン[3]。

## 施設
- 1階 - 福知山市立図書館中央館、カフェスペース、福知山産業支援センター
- 2階 - 福知山市立図書館中央館
- 3階 - 市民交流スペース、ギャラリー（展示室）、視聴覚室、会議室3部屋
- 4階 - アトリエ（工作室）、会議室2部屋、和室2部屋、調理室、北京都ジョブパーク

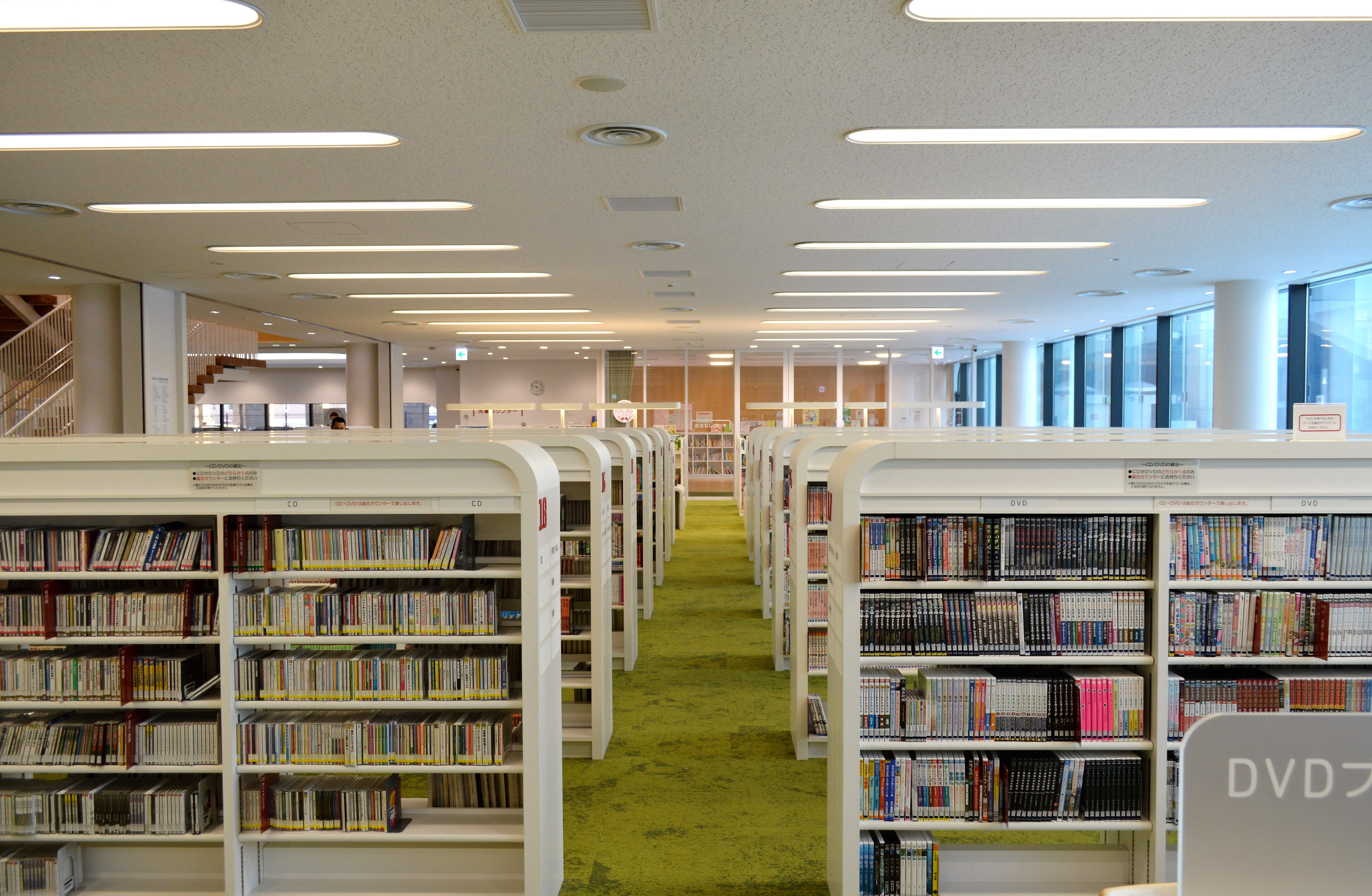
1階の福知山市立図書館中央館（児童書）
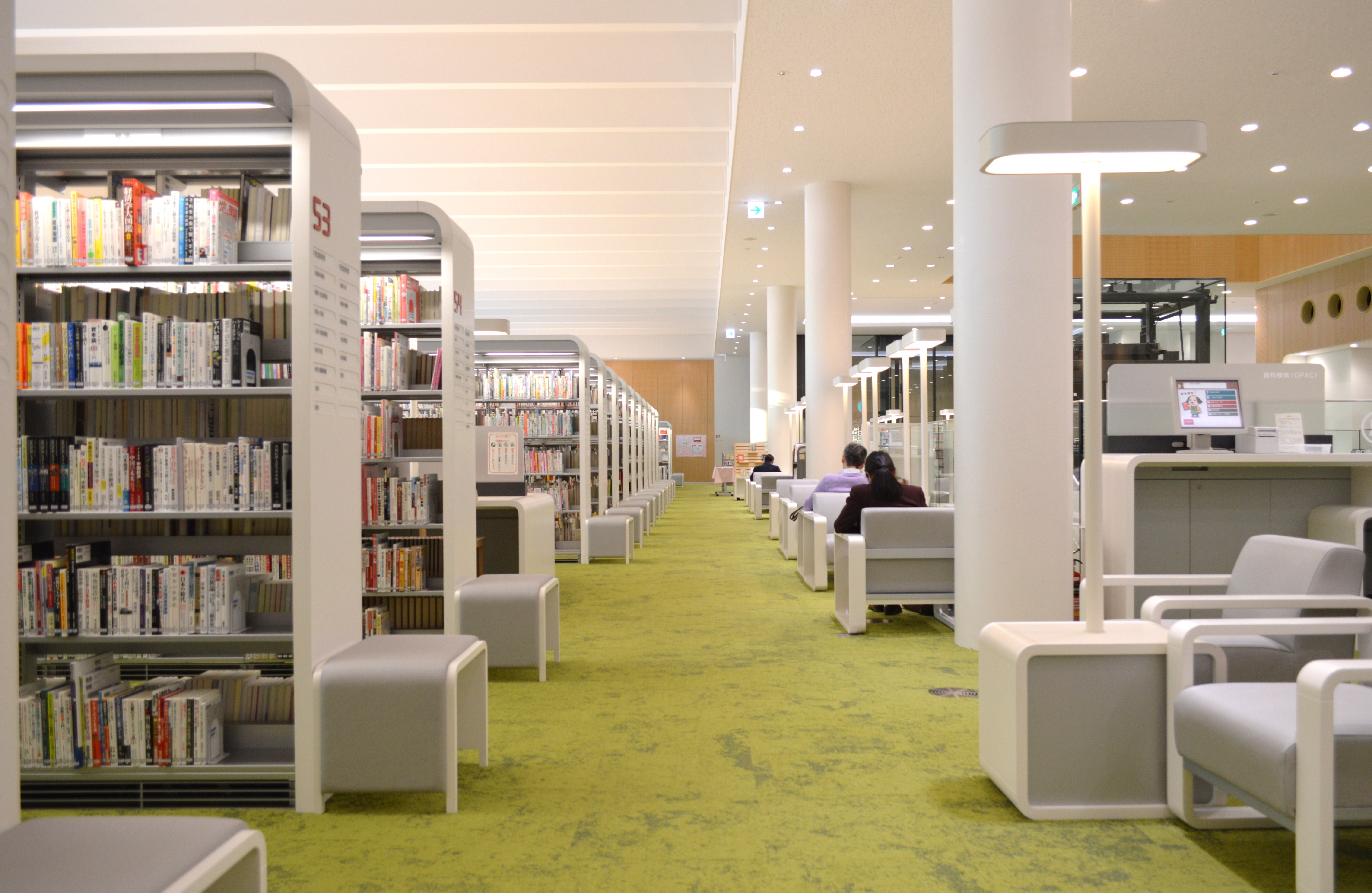
2階の福知山市立図書館中央館（一般書）
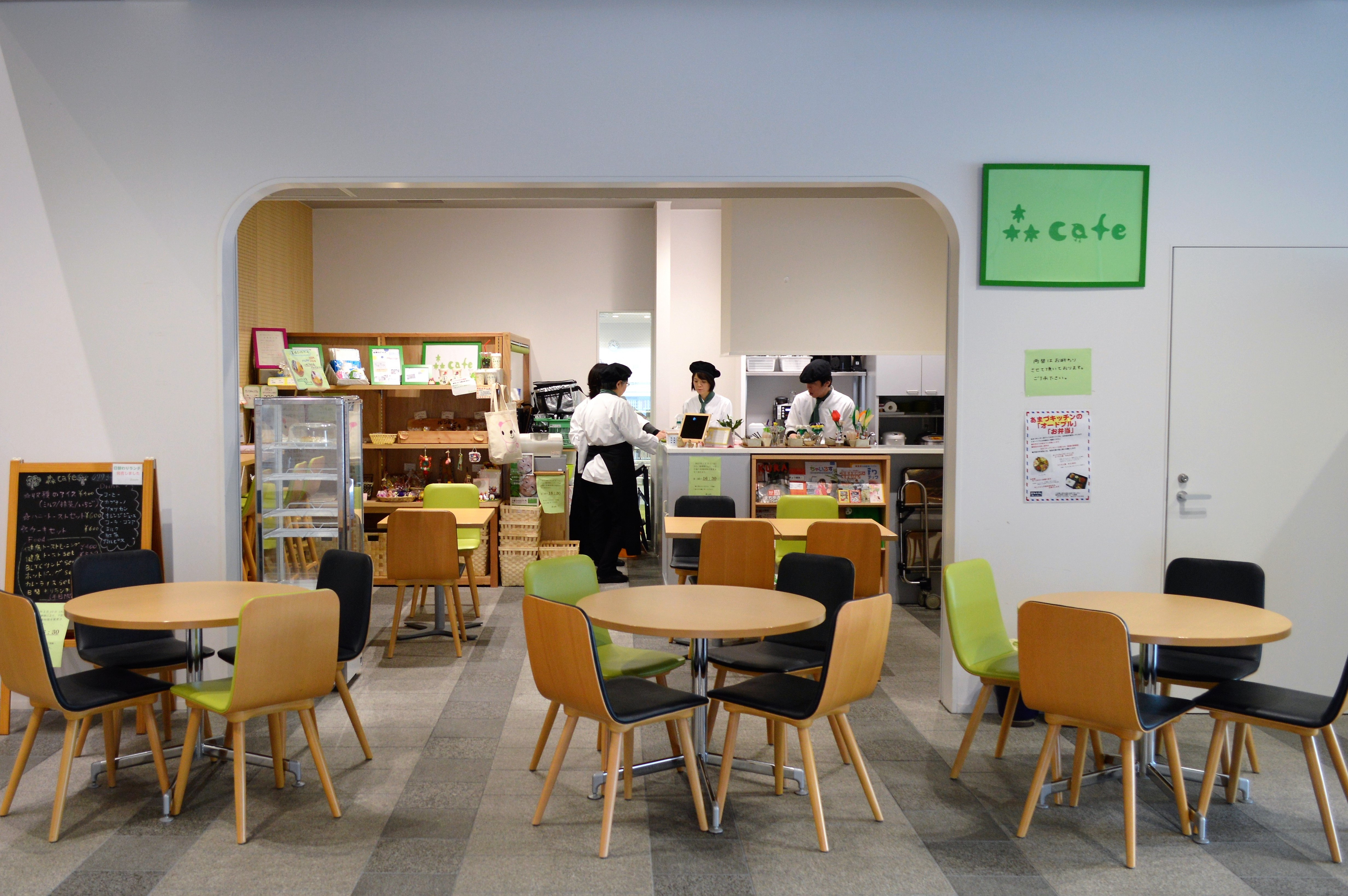
1階のカフェスペース

## 受賞
- 「平成26年 照明普及賞」[1]
- 「DSA日本空間デザイン賞2015」（入選）[1]
- 「第49回日本サインデザイン賞（SDA賞）」（入選）[1]
- 「グッドデザイン賞2015」[1][2]
- 「AICA施工例コンテスト2015」（特別賞」[1][4]

## アクセス
- JR山陰本線・福知山線・京都丹後鉄道宮福線福知山駅から徒歩1分